# Sarasota Music Festival
Il Sarasota Music Festival è un festival di musica classica che si tiene ogni anno durante il mese di giugno a Sarasota, in Florida, con il patrocinio della Sarasota Orchestra.

## Storia
Il festival fu fondato nel 1965 dal direttore d'orchestra Paul Wolfe, che ne rimase direttore fino al 2006. Successivamente la direzione artistica è stata affidata a Robert D. Levin e, dal 2016, a Jeffrey Kahane.
Come l'Aspen Music Festival and School e il Tanglewood Music Festival, il Sarasota Music Festival presenta non solo concerti di artisti affermati, ma è anche un'accademia musicale estiva in cui giovani talenti emergenti partecipano a concerti sinfonici (con l'orchestra del festival) e da camera, masterclass e laboratori per accrescere le loro competenze.
Ogni anno il festival coinvolge circa 40 artisti ospiti per offrire non solo formazione agli studenti partecipanti, ma anche per allestire una serie di concerti pubblici alla Sarasota Opera House e al Beatrice Friedman Symphony Center.
Il Sarasota Music Festival riceve annualmente centinaia di richieste dagli studenti delle migliori scuole degli Stati Uniti, come la Colburn School of Music di Los Angeles, il Curtis Institute of Music, il New England Conservatory, l'Oberlin Conservatory, la Juilliard School, la Shepherd School of Music della Rice University e la Eastman School of Music di Rochester. Dalle domande vengono selezionati meno di 60 studenti per partecipare al programma.
Molti studenti che hanno partecipato alle attività del festival fanno ora parte di importanti orchestre come la New York Philharmonic, l'Orchestra di Cleveland, la Chicago Symphony, l'Orchestra di Filadelfia, la Boston Symphony Orchestra e la Los Angeles Philharmonic o insegnano nei maggiori conservatori degli Stati Uniti.